# Ewa Demarczyk
Ewa Maria Demarczyk (Cracovia, 16 gennaio 1941 – Cracovia, 14 agosto 2020) è stata una cantante polacca.

## Carriera
Il suo album d'esordio ottiene il disco di platino in Polonia. Nel 1974, il suo nuovo EP, contenente canzoni inedite e le sue precedenti hit tradotte in russo, è commercializzato in URSS da Melodija e ottiene un grande successo. Il suo album live, intitolato Live, è certificato disco d'oro in Polonia. Negli anni novanta i suoi album sono ristampati su CD e Demarczyk continua a esibirsi dal vivo fino alla fine degli anni novanta, continuando a ricevere diversi riconoscimenti.

## Discografia

### Album
- 1967 - Ewa Demarczyk śpiewa piosenki Zygmunta Koniecznego
- 1974 - Ewa Demarczyk (EP)
- 1982 - Live